# توم ويلكس
توم ويلكس (بالإنجليزية: Tom Wilkes)‏ هو لاعب كرة قدم بريطاني (وحمل سابقاً جنسية المملكة المتحدة لبريطانيا العظمى وأيرلندا) في مركز حراسة المرمى، ولد في 19 مايو 1874 في المملكة المتحدة، وتوفي في 1921. لعب مع أستون فيلا وستوك سيتي وRedditch United F.C. ‏.